# فرا بارتولومئو
فرا بارتولومئو (به ایتالیایی: Fra Bartolomeo یا Bartolommeo؛ با نام اصلی باچیو دلا پورتا (به ایتالیایی: Bacciodella Porta) ‏۲۸ مارس ۱۴۷۲–۳۱ اکتبر ۱۵۱۷)یک نقاش ایتالیایی دوره رنسانس از فرقه دومینیکن بود که به موضوعات مذهبی می‌پرداخت.
او تمام دوران حرفه‌ای خود را در فلورانس گذراند تا اینکه در اواسط دهه چهل زندگی به شهرهای مختلف سفر کرد و حتی تا جنوب رم رفت. او از کوزیمو روزلی آموزش دیده بود و در دهه ۱۴۹۰ تحت تأثیر ساونارولا کار هنریش کاهش یافت و به رهبری او به یک راهب صومعه دومینیکن تبدیل شد و در سال ۱۵۰۰ نقاشی را برای چندین سال کنار گذاشت.

## نگارخانه

آثار مذهبی
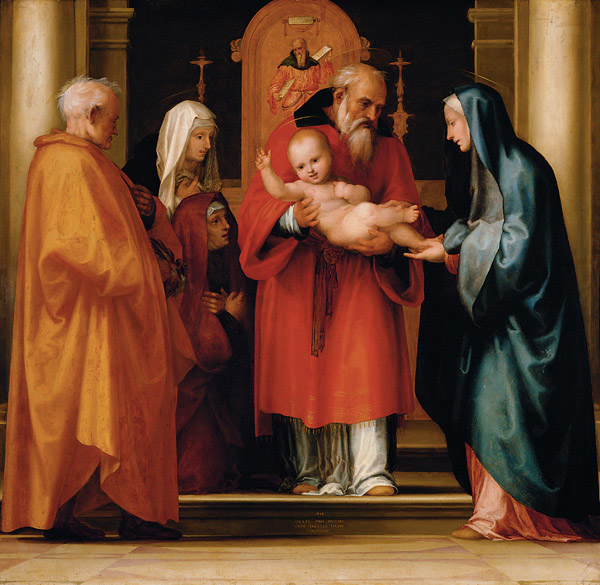
با مسیح در معبد (۱۵۱۶) موزه وین
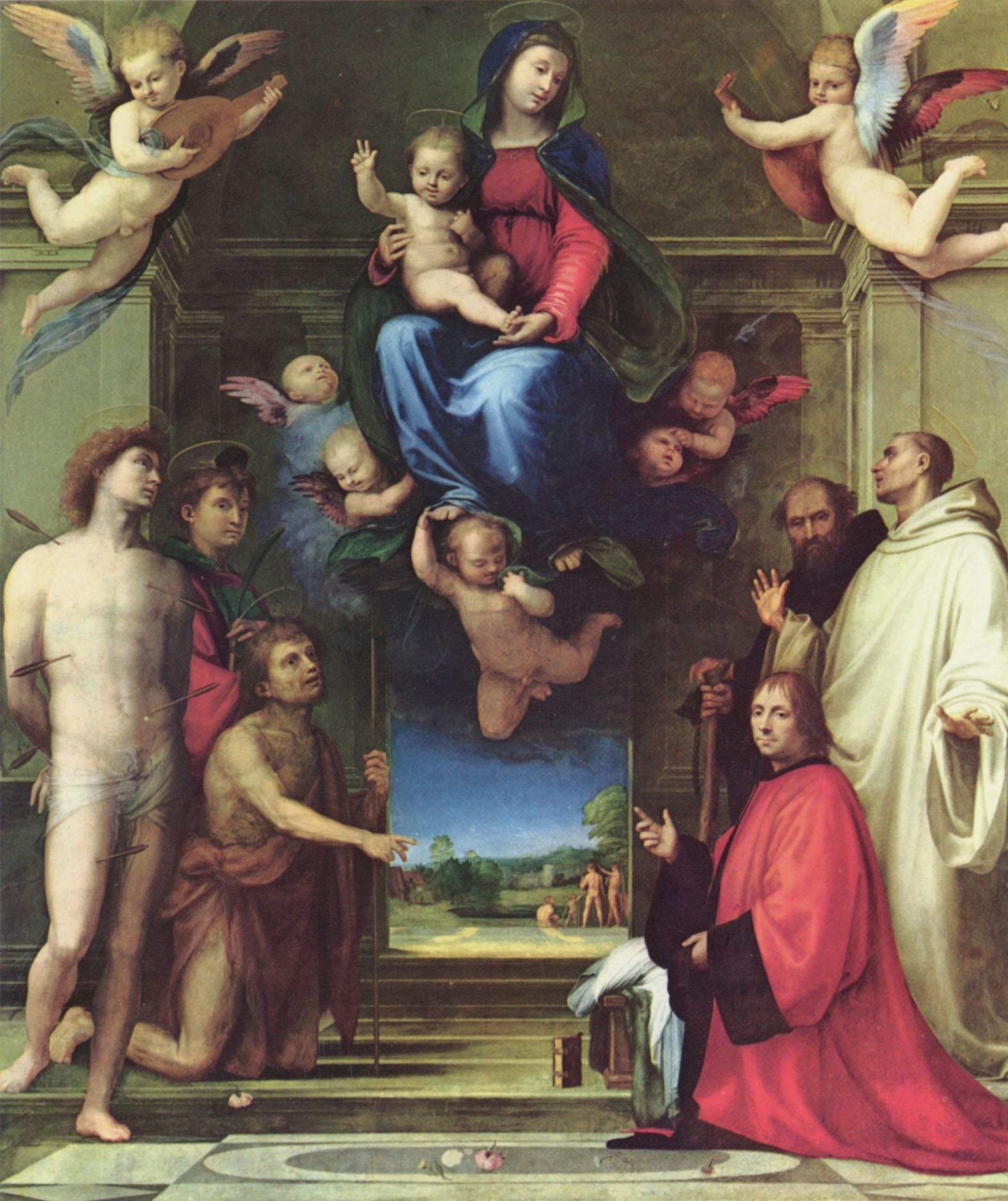
شکوه و جلال مدونا با پرستاران، کلیسای جامع بسانچون
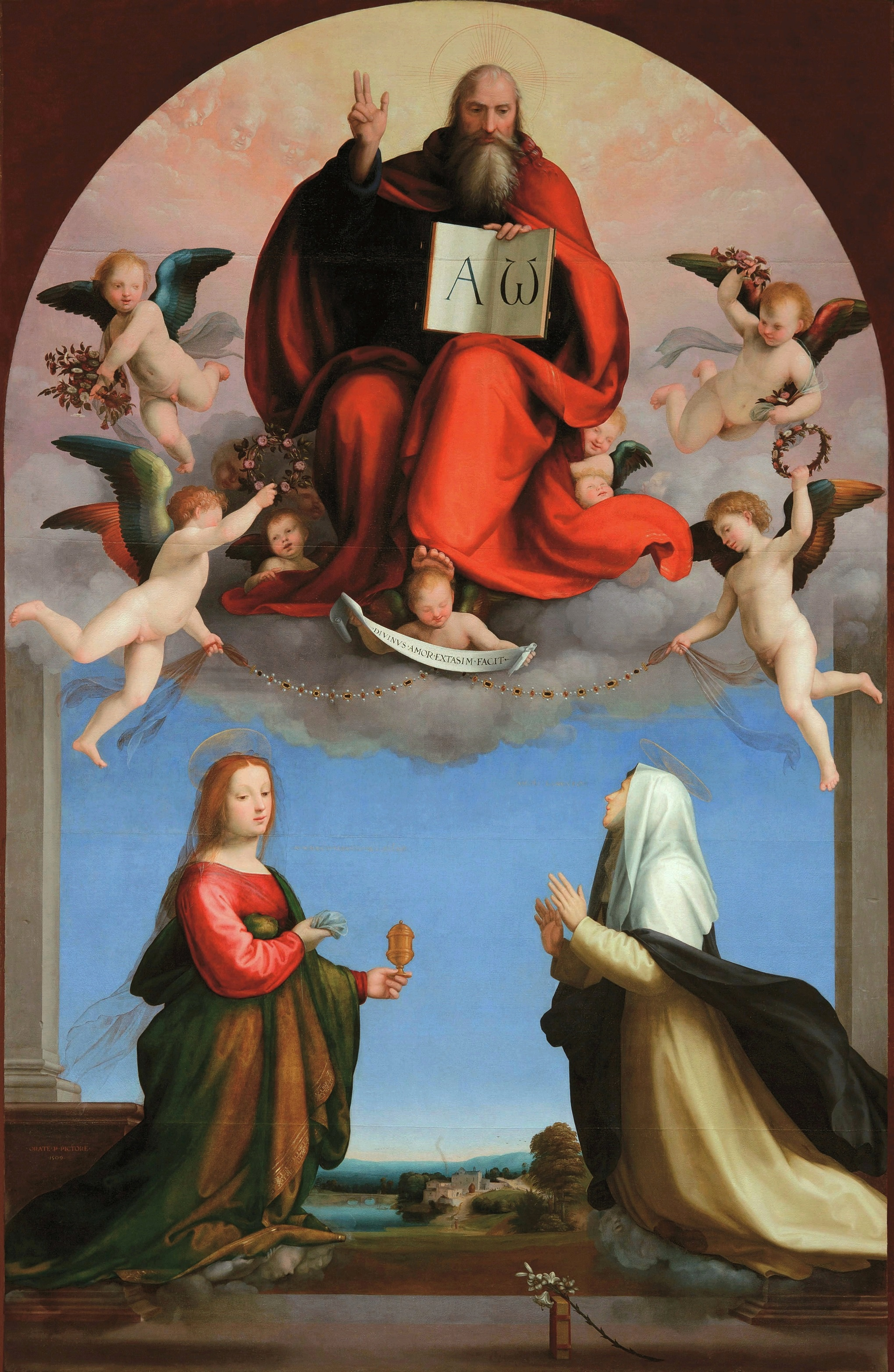
خدا پدر با Sts کاترین سینا و مری مگدالن
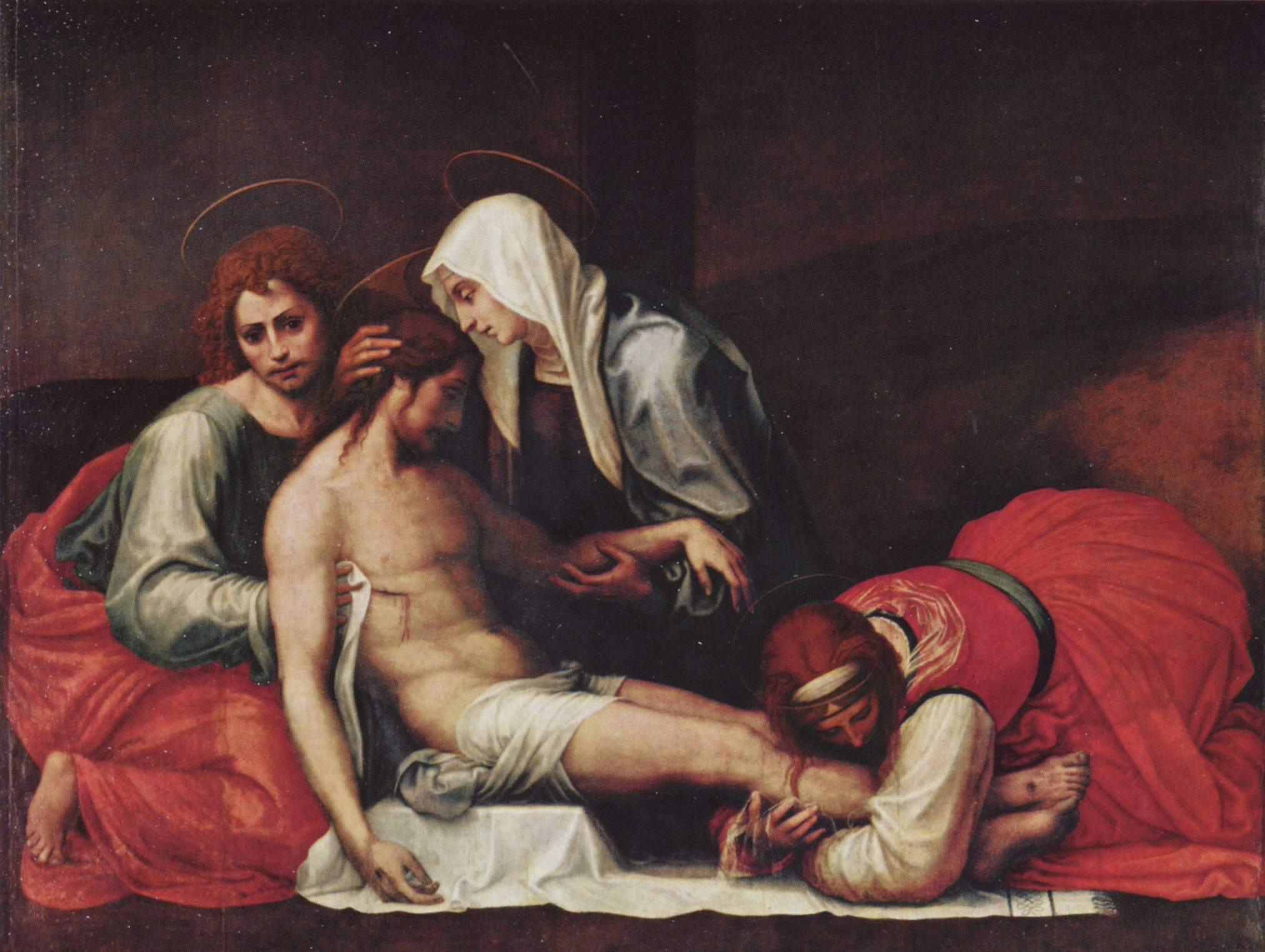
پیتا (۱۵۱۶). کاخ پیتی فلورانس.
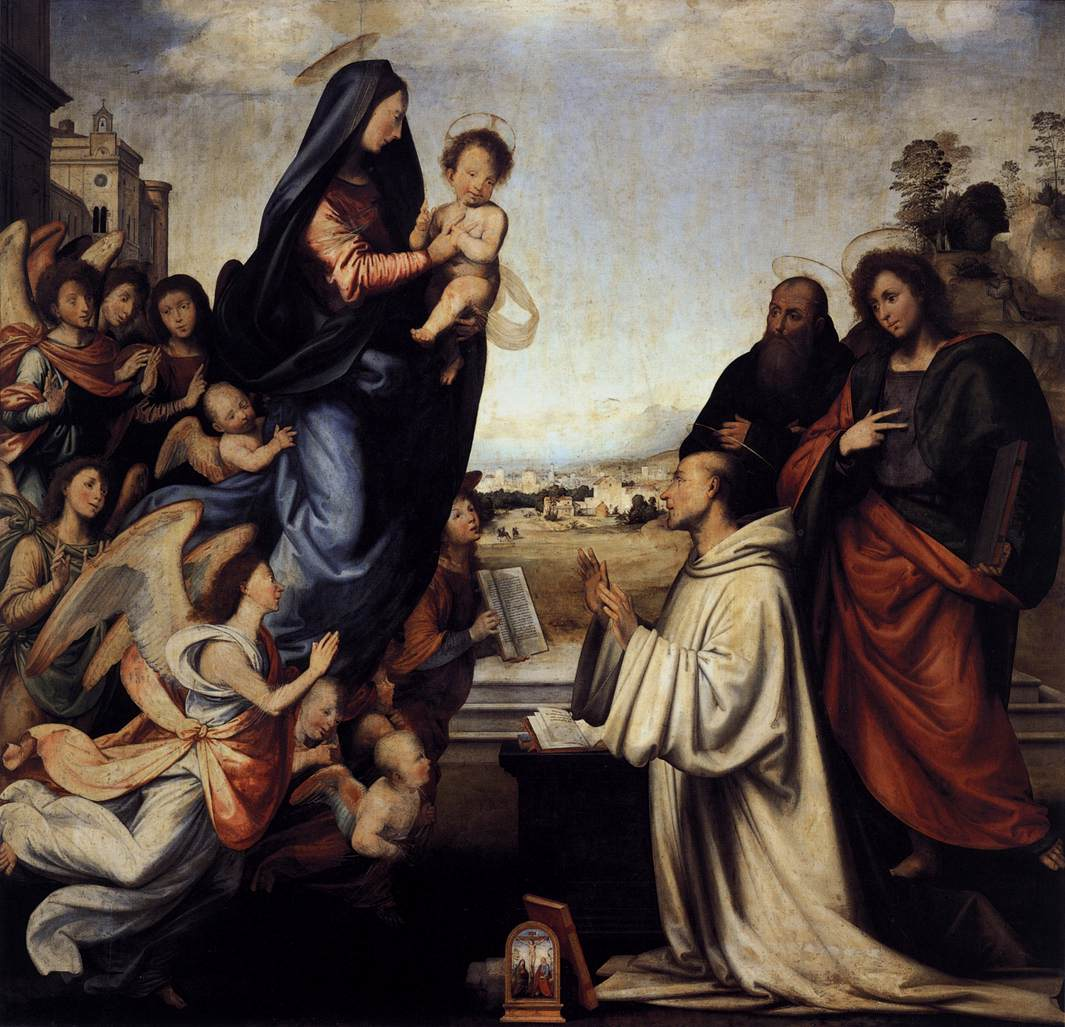
چشم‌انداز سنت برنارد, حدود ۱۵۰۴ (اوفیتزی)
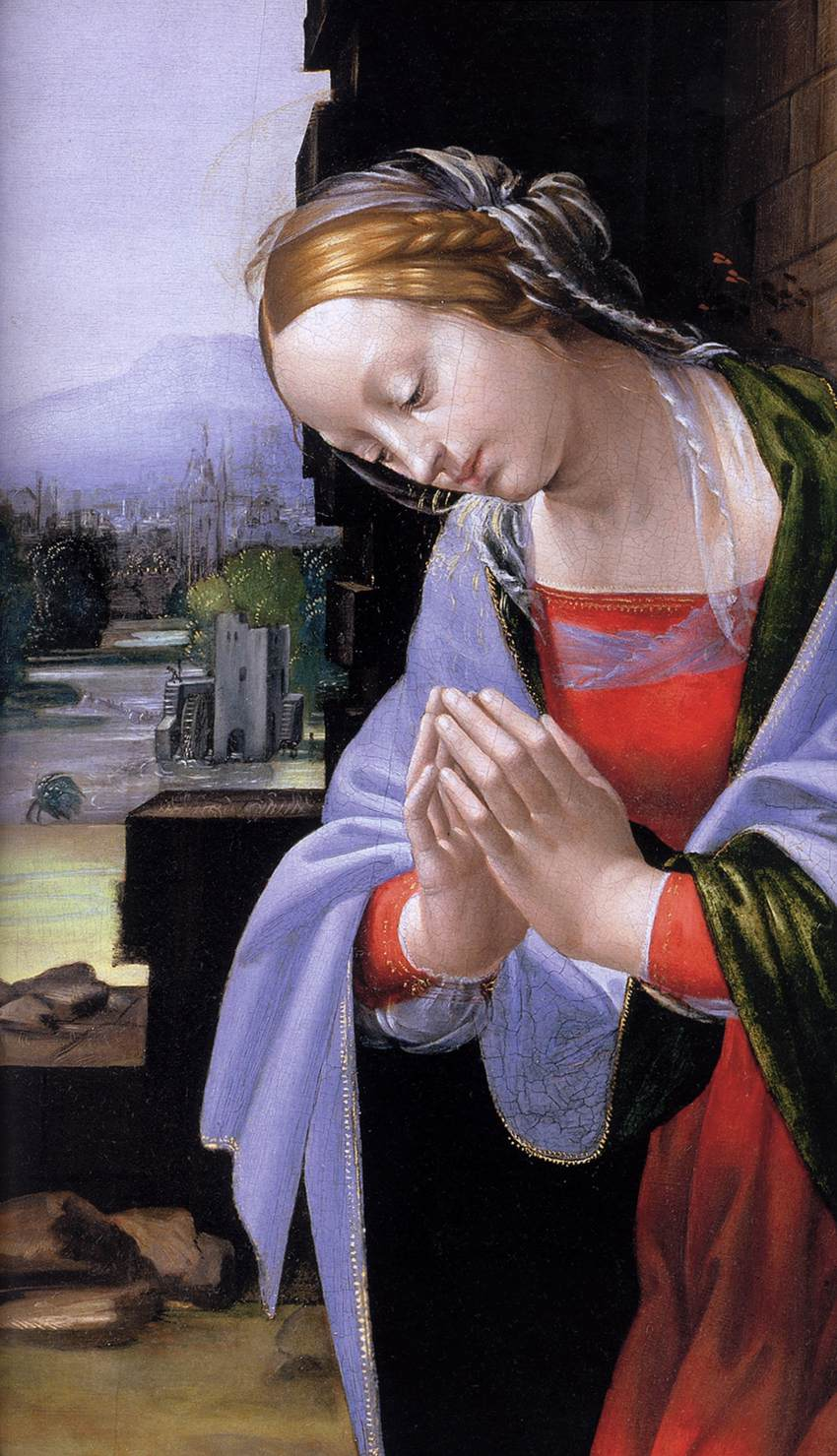
ستایش از فرزند مسیح (بخشی از تابلو)

پرتره، بخشی از تابلو
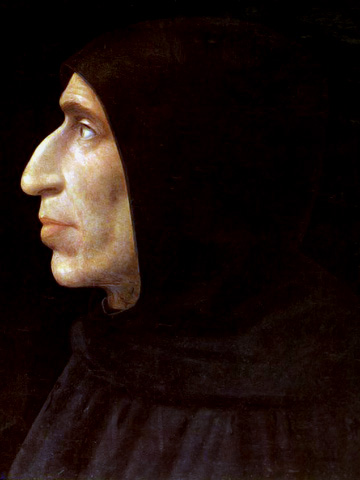
جیرولامو ساونارولا
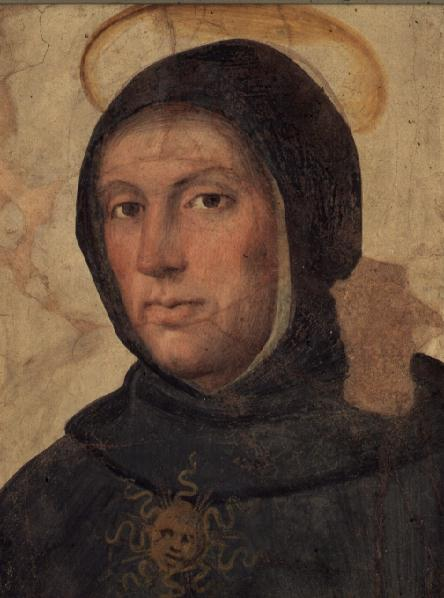
توماس آکویناس
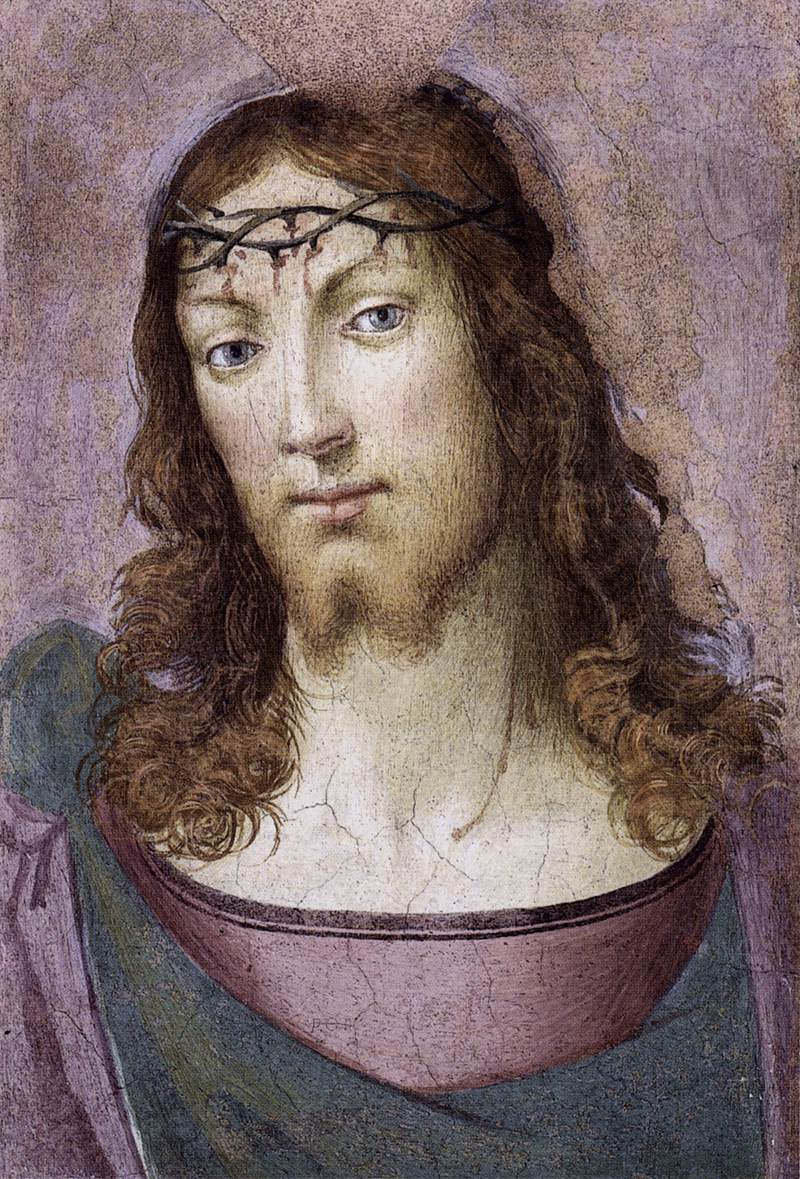
کریستو کارانتو دی اسپاین
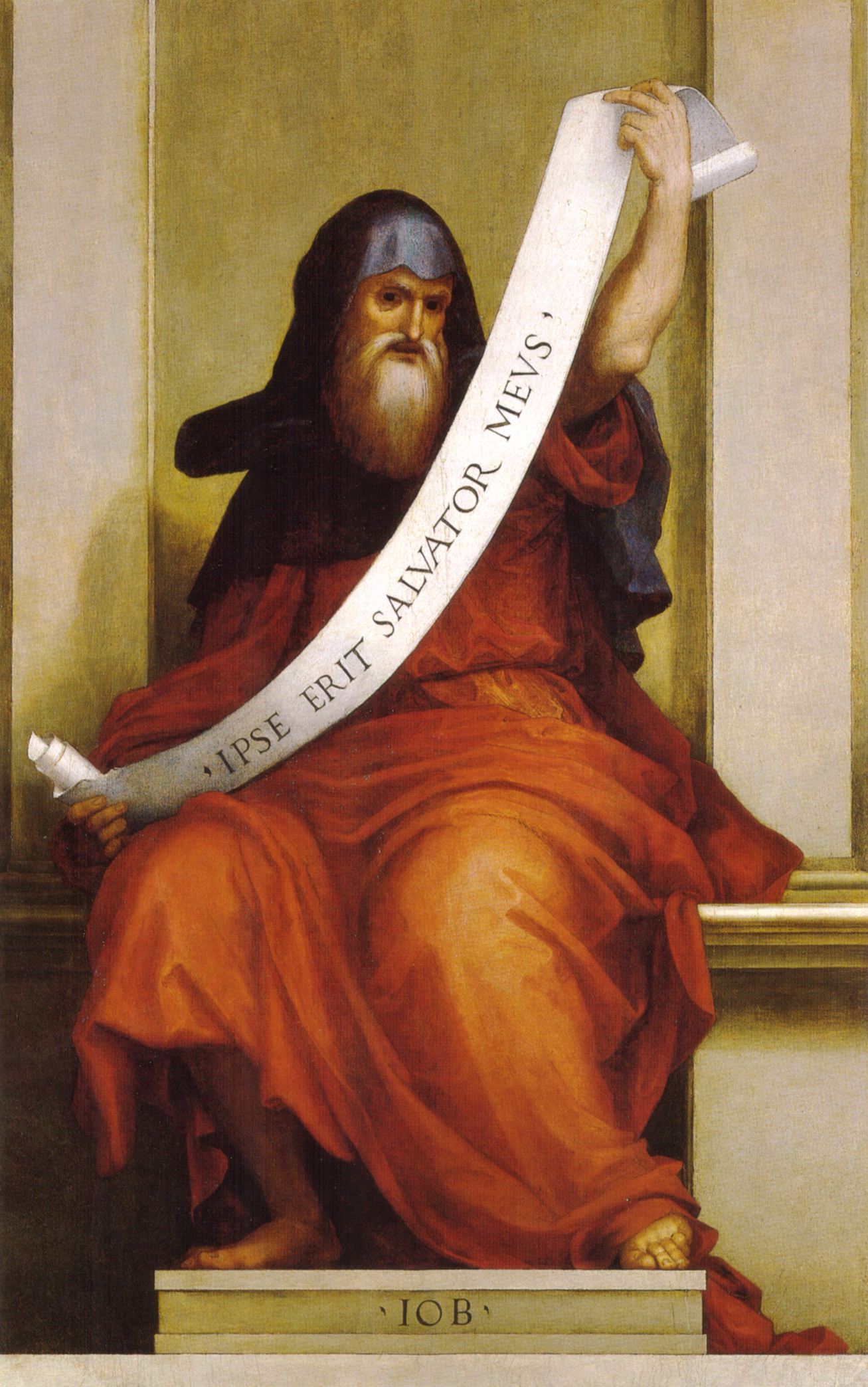
کار